# Nền cổ
Nền cổ hay một craton (trong tiếng Hy Lạp gọi là κρἀτος/kratos nghĩa là "sức bền") là phần cổ và ổn định của lớp vỏ lục địa đã tồn tại qua các lần sáp nhập và chia tách các lục địa và siêu lục địa trong ít nhất là 500 triệu năm. Một số nền cổ có niên đại trên 2 tỷ năm. Các nền cổ nói chung được tìm thấy trong các phần sâu bên trong của các lục địa và được hợp thành một cách đặc trưng từ lớp vỏ móng kết tinh chứa các dạng đá lửa felsic nhẹ, chẳng hạn như granit. Chúng có lớp vỏ dày và gốc rễ sâu, kéo dài tới tận lớp phủ Trái Đất phía dưới, tới độ sâu 200 km.
Thuật ngữ nền cổ được sử dụng để phân biệt phần bên trong ổn định của lớp vỏ lục địa với những khu vực có tính linh động hơn như các vùng lõm địa máng, là các dải thẳng của tích lũy trầm tích phải lún hay oằn xuống. Các nền cổ trung tâm rộng lớn của các lục địa có thể gồm có cả các khiên lẫn các nền và móng kết tinh. Một khiên là phần của nền cổ trong đó các loại đá móng (thường là Tiền Cambri) trồi lên một cách rộng khắp tại bề mặt. Ngược lại, nền của một móng bị các lớp trầm tích theo phương ngang hay gần ngang đè lên trên.
Từ craton lần đầu tiên được nhà địa chất người Đức là L. Kober đề xuất năm 1921 như là "kratogen", để nói tới các nền lục địa ổn định, và "orogen" như là thuật ngữ để chỉ núi hay các đai kiến tạo sơn. Các tác giả sau này đã lược ngắn lại thuật ngữ này thành kraton và rồi thành craton.

## Tỉnh địa chất
Các nền cổ được phân chia về mặt địa lý thành các tỉnh địa chất. Một tỉnh địa chất là một thực thể không gian với các tính chất địa chất chung. Một tỉnh có thể bao gồm một thành phần cấu trúc chi phối đơn lẻ như bồn địa hay dải nếp uốn hoặc một số các thành phần liên quan nằm cận kề nhau. Các tỉnh địa chất tiếp giáp nhau có thể tương tự về cấu trúc nhưng được coi là tách biệt do lịch sử khác biệt. Có một vài ý nghĩa của tỉnh địa chất, tùy thuộc vào ngữ cảnh sử dụng.

## Cấu trúc

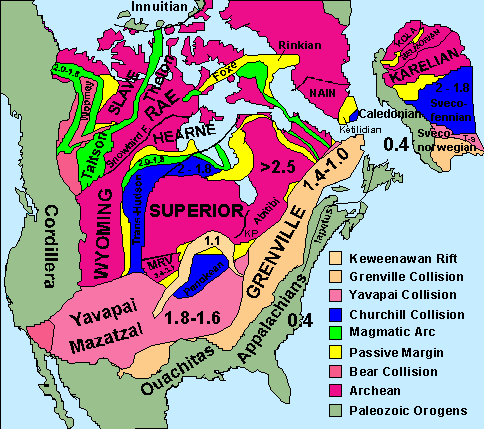
Nền đá cổ Bắc Mỹ

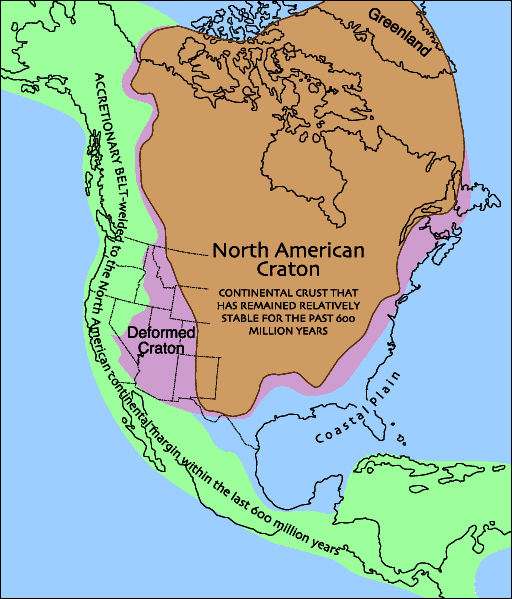
Nền đá cổ Bắc Mỹ

Các nền cổ lục địa có gốc rễ sâu trải dài tới tận lớp phủ. Chụp cắt lớp lớp phủ chỉ ra rằng các nền cổ có lớp phủ lạnh dị thường nằm dưới, tương ứng với thạch quyển trên hai lần độ dày xấp xỉ khoảng 100 km (60 dặm Anh) của thạch quyển đại dương hay thạch quyển lục địa phi-nền cổ. Vì thế, tại độ sâu này, người ta có thể cho rằng một số nền cổ thậm chí có thể được neo lại trong quyển astheno. Các gốc rễ lớp phủ có thể khác biệt về mặt hóa học do các nền cổ có sức nổi 0 hay sức nổi dương, và mật độ nội tại thấp là yêu cầu để bù lại bất kỳ mật đọ nào tăng lên do sự co địa nhiệt. Các mẫu đá của gốc rễ lớp phủ chứa các peridotit, và được đẩy lên bề mặt mhư là các thể vùi trong các ống cận núi lửa mang kim cương, gọi là các mạch ống kimberlit. Các thể vùi này có mật độ phù hợp với thành phần của nền cổ và bao gồm phần còn lại của vật liệu lớp phủ sau sự nóng chảy một phần ở mức độ cao. Các peridotit là quan trọng để tìm hiểu thành phần của vỏ Trái Đất ở dưới sâu và nguồn gốc của các nền cổ do các cục nhỏ peridotit là các mảnh của đá lớp phủ đã bị biến đổi bởi nóng chảy một phần. Các harzburgit peridotit là hiện thân của các phần kết tinh còn lại sau chiết tách các chất nóng chảy của các thành phần như bazan và komatiit. Các peridotit núi cao là các phiến của phần cao nhất của lớp phủ, phần nhiều từ thạch quyển đại dương, cũng sót lại sau chiết tách của nóng chảy một phần, nhưng chúng sau đó đã được xếp đặt cùng lớp vỏ đại dương dọc theo các phay để đẩy lên thành các dải núi cao. Một lớp các thể vùi có liên kết gọi là các eclogit, bao gồm các loại đá tương ứng về thành phần với lớp vỏ đại dương (bazan), nhưng đã bị biến chất trong các điều kiện của lớp phủ sâu. Các nghiên cứu đồng vị phát hiện ra rằng nhiều thể vùi eclogit là các mẫu vật của lớp vỏ đại dương cổ đại bị ẩn chìm hàng tỷ năm trước tới các độ sâu vượt trên 150 km (90 dặm Anh) vào sâu trong khu vực kimberlit kim cương. Chúng ở lại đây trong phạm vi các mảng kiến tạo trôi dạt cho tới khi bị đẩy lên bề mặt bởi các trận phun trào macma có gốc rễ sâu. Nếu các thể vùi peridotit và eclogit là cùng một nguồn gốc thời gian thì peridotit cũng phải bắt nguồn từ các sống loang rộng ở đáy biển hàng tỷ năm trước, hoặc từ lớp phủ bị ảnh hưởng bởi sự nhấn chìm của lớp vỏ đại dương khi đó. Trong những năm đầu của sự tồn tại của Trái Đất, khi hành tinh này còn nóng bỏng hơn, các mức độ cao hơn của quá trình nóng chảy tại các sống loang rộng đáy biển đã sinh ra thạch quyển đại dương với lớp vỏ dày, dày hơn nhiều so với 20 km (12 dặm Anh), và lớp phủ mỏng hơn. Như thế thạch quyển khó bị chìm sâu hoặc khó bị ẩn chìm do sức nổi dương hơn của nó, và do sự dời đi của lớp nóng chảy đặc hơn làm giảm mật độ của lớp phủ còn sót lại. Tương ứng với điều đó, các gốc rễ lớp phủ của nền cổ có lẽ được hợp thành từ các phiến bị ẩn chìm (bởi sức nổi) của thạch quyển đại dương mỏng hơn. Các góc rễ sâu trong lớp phủ làm tăng độ ổn định, khả năng sống sót và neo lại của các nền cổ và làm cho chúng ít bị ảnh hưởng bởi sự làm dày kiến tạo do va chạm hay bị phá hủy do ẩn chìm trầm tích.

## Hình thành
Quá trình hình thành các nền cổ từ các loại đá sớm hơn gọi là nền cổ hóa hay craton hóa. Các khối đất đá nền cổ lớn đầu tiên được hình thành trong liên đại Thái cổ. Trong Tiền Thái cổ, luồng nhiệt của Trái Đất khoảng 3 lần cao hơn hiện nay do mật độ cao hơn của các đồng vị phóng xạ và nhiệt còn sót lại từ sự bồi tụ của Trái Đất. Khi đó các hoạt động kiến tạo và núi lửa cũng cao hơn; lớp phủ cũng lỏng (loãng) hơn và lớp vỏ thì mỏng hơn. Điều này tạo ra sự hình thành nhanh của lớp vỏ đại dương tại các sống và các điểm nóng và sự tái sinh nhanh lớp vỏ đại dương tại các đới hút chìm. Bề mặt Trái Đất khi đó có lẽ đã vỡ ra thành nhiều mảng nhỏ với các đảo và cung núi lửa là rất phổ biến. Các tiền-lục địa (nền cổ) nhỏ được hình thành do đá lớp vỏ bị nóng chảy và tái nóng chảy bởi các điểm nóng và tái sinh trong các đới ẩn chìm.
Trong thời kỳ Tiền Thái cổ không có các lục địa lớn, và các tiền-lục địa nhỏ có lẽ là tiêu chuẩn của thời kỳ Trung Thái cổ do chúng bị ngăn cản không cho kết dính thành các khối lớn hơn bởi tốc độ cao của các hoạt động địa chất. Các tiền-lục địa felsic này có lẽ đã được hình thành tại các điểm nóng từ đa dạng các nguồn: macma mafic nóng chảy hơn so với đá felsic, sự nóng chảy một phần của đá mafic, và từ sự thay đổi biến chất của đá trầm tích felsic. Mặc dù các lục địa đầu tiên được hình thành trong thời kỳ Thái cổ, nhưng đá của thời kỳ này chỉ chiếm 7% các nền cổ hiện tại của thế giới; ngay cả khi cho rằng xói mòn và phá hủy của các thành hệ quá khứ đã xảy ra thì các chứng cứ cũng gợi ý rằng chỉ khoảng 5-40% lớp vỏ lục địa hiện nay đã hình thành trong thời kỳ Thái cổ.
Một trong những viễn cảnh tiến hóa về việc quá trình nền cổ hóa "có thể" đã diễn ra như thế nào lần đầu tiên trong thời kỳ Thái cổ được Hamilton đưa ra: 
Very thick sections of mostly submarine mafic, and subordinate ultramafic, volcanic rocks, and mostly younger subaerial and submarine felsic volcanic rocks and sediments were oppressed into complex synforms between rising young domiform felsic batholiths mobilized by hydrous partial melting in the lower crust. Upper-crust granite-and-greenstone terrains underwent moderate regional shortening, decoupled from the lower crust, during compositional inversion accompanying doming, but cratonization soon followed. Tonalitic basement is preserved beneath some greenstone sections but supracrustal rocks commonly give way downward to correlative or younger plutonic rocks... Mantle plumes probably did not yet exist, and developing continents were concentrated in cool regions. Hot-region upper mantle was partly molten, and voluminous magmas, mostly ultramafic, erupted through many ephemeral submarine vents and rifts focussed at the thinnest crust.... Surviving Archean crust is from regions of cooler, and more depleted, mantle, wherein greater stability permitted uncommonly thick volcanic accumulations from which voluminous partial-melt, low-density felsic rocks could be generated.